# 1976 Голяма награда на Белгия
1976 Голяма награда на Белгия е 23-то за Голямата награда на Белгия и пети кръг от сезон 1976 във Формула 1, провежда се на 16 май 1976 година на пистата Золдер близо до Хьосден-Золдер, Белгия.

## Репортаж
По план Голямата награда на Белгия трябваше да се проведе на трасето Нивел в Брюксел, но поради финансовите проблеми със собственика, което е и причината асфалта да не е поддържан организаторите на Золдер се съгласиха да домакинстват вместо тях.
Отборът на Хескет пристигна с втори 308B за англичанина Гай Едуардс, носейки със себе си спонсорите Пентхаус и Ризла. Патрик Нев зае мястото на Емилио де Вильота в отбора на РАМ Рейсинг, докато Фитипалди Аутомотив присъстваха само с Емерсон Фитипалди.

### Квалификация
За първи път от ГП на САЩ 1975, Ники Лауда взе пол-позиция с пет десети пред съотборника си Клей Регацони. Джеймс Хънт остана зад Ферари-тата на трета позиция пред Патрик Депайе, който показа завидна скорост с новия болид на Тирел. Запълвайки десетката са Виторио Брамбила, Жак Лафит, Джоди Шектър, Крис Еймън, Карлос Паче и Рони Петерсон. Изненадващо Емерсон и Джаки Икс са големите имена които не попаднаха в състезанието заедно с Едуардс.

### Състезание
Организаторите използваха електронната стартова система, която за първи път е пуснат в употреба за ГП на Великобритания 1975. Лауда отново направи добър старт пред Хънт, който изпревари Регацони за втората позиция, както стори и Лафит с Брамбила за четвърта. Шектър се справи с Еймън в четвъртата обиколка на състезанието, а след новозеландеца са Паче, Карлос Ройтеман, Петерсон, Жан-Пиер Жарие, Марио Андрети и Ханс-Йоахим Щук. В същата обиколка Брамбила блокира спирачките, заради което загуби контрол и се свлече до 13-а позиция, преди да отпадне две обиколки по-късно със счупена задна полуоска. Гунар Нилсон последва италианеца с проблем в дроселовите клапани в седмата обиколка, докато Регацони си върна втората позиция от Хънт. Междувременно Депайе успя да се справи с Лижие-то на Лафит в деветата обиколка, за да заеме четвъртото място.
Андрети успя да мине пред Брабам-а на Паче за осмата позиция в 10-а обиколка, преди да пропадне в класирането заради проблем в запалителната система. Скоро Ройтеман загуби налягането в маслото и сериозно намали скоростта, което хвана неподготвен Петерсон и в опит да избегне аржентинеца си заби Марч-а си в огражденията. Увереността на Лафит помогна на французина да си върне позицията си от Депайе, преди да изпревари Хънт за третото място в 17-а обиколка. Англичанинът също така загуби позиция и срещу Тирел-а на Депайе обиколка по-късно, докато дебюта на Нев завърши с повреда в полуоската, както и Андрети две обиколки след белгиеца. В 29-а обиколка дойде и отпадането на Депайе, след като двигателя го предаде.
Лауда все още контролира събитията в надпреварата пред Регацони, докато Хънт, Шектър и Еймън не отговориха на темпото, което Лафит задава. Скоро и последният Марч на Щук (след като и Артуро Мерцарио отпадна с проблем по двигателя в 21-вата обиколка) преустанови участието си със счупено задно окачване, малко преди Хънт да отпадне в началото на 36-а обиколка с повреда по скоростната кутия. Така Еймън се придвижи на пета позиция, което е само за кратко след като една от задните гуми на Инсайн-а се откачи и преобърна болида. За щастие на новозеландеца рол-бара му помогна да избегне сериозни контузии. Няколко обиколки преди края Паче стана поредния пилот с повреда в двигателя.
Така Лауда завърши състезанието с три секунди и шест десети пред Регацони за неговата трета победа (четвърта, преди дисквалификацията на Хънт от ГП на Испания 1976 да бъде отхвърлена в август), която помогна на австриеца да увеличи с още преднината в класирането при пилотите пред вече втория Клей Регацони. Комбинацията на Лафит, Лижие и Матра помогна на френския отбор да запише първия си подиум. Шектър завърши четвърти пред Алън Джоунс (записвайки първите точки за Съртис от ГП на Бразилия 1974) и Йохен Мас. Лари Пъркинс завърши на позиция близо до точките пред Шадоу-ите на Жарие и Том Прайс, Мишел Леклер и Лорис Кесел.

## Класиране
| Поз | No | Пилот             | Конструктор       | Обиколки | Време/Отпадане | Място | Точки |
| --- | -- | ----------------- | ----------------- | -------- | -------------- | ----- | ----- |
| 1   | 1  | Ники Лауда        | Ферари            | 70       | 1:42:53.23     | 1     | 9     |
| 2   | 2  | Клей Регацони     | Ферари            | 70       | + 3.46         | 2     | 6     |
| 3   | 26 | Жак Лафит         | Лижие-Матра       | 70       | + 35.38        | 4     | 4     |
| 4   | 3  | Джоди Шектър      | Тирел-Форд        | 70       | + 1:31.00      | 7     | 3     |
| 5   | 19 | Алън Джоунс       | Съртис-Форд       | 69       | + 1 Об.        | 16    | 2     |
| 6   | 12 | Йохен Мас         | Макларън-Форд     | 69       | + 1 Об.        | 18    | 1     |
| 7   | 28 | Джон Уотсън       | Пенске-Форд       | 69       | + 1 Об.        | 17    |       |
| 8   | 37 | Лари Пъркинс      | Боро-Форд         | 69       | + 1 Об.        | 20    |       |
| 9   | 17 | Жан-Пиер Жарие    | Шадоу-Форд        | 69       | + 1 Об.        | 14    |       |
| 10  | 16 | Том Прайс         | Шадоу-Форд        | 68       | + 2 Об.        | 13    |       |
| 11  | 21 | Мишел Леклер      | Волф-Уилямс-Форд  | 68       | + 2 Об.        | 25    |       |
| 12  | 32 | Лорис Кесел       | Брабам-Форд       | 63       | + 7 Об.        | 23    |       |
| Отп | 18 | Брет Лънгър       | Съртис-Форд       | 62       | Електро        | 26    |       |
| Отп | 8  | Карлос Паче       | Брабам-Алфа Ромео | 58       | Електро        | 9     |       |
| Отп | 22 | Крис Еймън        | Инсайн-Форд       | 51       | Катастрофа     | 8     |       |
| Отп | 11 | Джеймс Хънт       | Макларън-Форд     | 35       | Ск.кутия       | 3     |       |
| Отп | 34 | Ханс-Йоахим Щук   | Марч-Форд         | 33       | Окачване       | 15    |       |
| Отп | 24 | Харалд Ертъл      | Хескет-Форд       | 31       | Двигател       | 24    |       |
| Отп | 4  | Патрик Депайе     | Тирел-Форд        | 29       | Двигател       | 4     |       |
| Отп | 5  | Марио Андрети     | Лотус-Форд        | 28       | Полуоска       | 11    |       |
| Отп | 33 | Патрик Нев        | Брабам-Форд       | 26       | Полуоска       | 19    |       |
| Отп | 35 | Артуро Мерцарио   | Марч-Форд         | 21       | Двигател       | 21    |       |
| Отп | 7  | Карлос Ройтеман   | Брабам-Алфа Ромео | 17       | Двигател       | 12    |       |
| Отп | 10 | Рони Петерсон     | Марч-Форд         | 16       | Катастрофа     | 10    |       |
| Отп | 6  | Гунар Нилсон      | Лотус-Форд        | 7        | Катастрофа     | 22    |       |
| Отп | 9  | Виторио Брамбила  | Марч-Форд         | 6        | Полуоска       | 5     |       |
| НКв | 30 | Емерсон Фитипалди | Фитипалди-Форд    |          |                |       |       |
| НКв | 20 | Джаки Икс         | Волф-Уилямс-Форд  |          |                |       |       |
| НКв | 25 | Гай Едуардс       | Хескет-Форд       |          |                |       |       |

## Класирането след състезанието
| Поз | Пилот         | Точки |
| --- | ------------- | ----- |
| 1   | Ники Лауда    | 39    |
| 2   | Клей Регацони | 15    |
| 3   | Джеймс Хънт   | 15    |
| 4   | Патрик Депайе | 10    |
| 5   | Йохен Мас     | 8     |
| 6   | Джоди Шектър  | 8     |
| 7   | Жак Лафит     | 7     |
| 8   | Том Прайс     | 4     |

| Поз | Конструктор       | Точки |
| --- | ----------------- | ----- |
| 1   | Ферари            | 42    |
| 2   | Макларън-Форд     | 19    |
| 3   | Тирел-Форд        | 16    |
| 4   | Лижие-Матра       | 7     |
| 5   | Шадоу-Форд        | 4     |
| 6   | Лотус-Форд        | 4     |
| 7   | Брабам-Алфа Ромео | 4     |
| 8   | Марч-Алфа Ромео   | 3     |